# ایزوبنزوفوران
ایزوبنزوفوران (به انگلیسی: Isobenzofuran) با فرمول شیمیایی C۸H۶O یک ترکیب شیمیایی با شناسه پاب‌کم ۱۱۳۷۸۴۷۴ است. که جرم مولی آن ۱۱۸٫۱۳ g/mol می‌باشد. 